# Walter Streule
Walter J. Streule (* 11. August 1882 in Zürich; † 20. Jahrhundert) war ein Schweizer Fussballspieler und -funktionär.

## Karriere
Walter Streule war einer der vielen Schweizer Fussballer, die Anfang des 20. Jahrhunderts in Italien spielten und dort wichtige Pionierarbeit für diesen Sport leisteten. Wie viele seiner Landsleute wanderte er auf der Suche nach Arbeit in den industriell aufstrebenden Norden Italiens ein und setzte sein Hobby Fussball fort. Streule spielte als Linksaussen, war für seine gute Spielübersicht und Technik sowie seinen Kampfgeist bekannt.
1904 und 1906 bestritt Streule die Italienische Fussballmeisterschaft für den Foot-Ball Club Juventus aus Turin, 1905 war er nicht aktiv. In beiden Spielzeiten musste er sich mit seiner Mannschaft mit Rang zwei in der Meisterschaft begnügen. 1904 scheiterte die Juve mit 0:1 im Finale gegen den Genoa Cricket and Football Club, 1906 war der Milan Foot-Ball and Cricket Club durch forfait siegreich. Mit seinen zwei Treffern gegen Milan wurde Streule 1904 Torschützenkönig des Finalturniers.
Als der damalige Juventus-Präsident Alfredo Dick 1906 entmachtet wurde und daraufhin den Football Club Torino gründete, folgte Walter Streule wie auch einige Mannschaftskameraden seinem Landsmann zu dessen neuem Klub. Von 1906 bis 1907 lief er für den FBC Torino auf und arbeitete auch als erster Schriftführer für den Verein.

## Erfolge
- Torschützenkönig der Italienische Fussballmeisterschaft 1904